# Пушкин, Алексей Петрович
Алексей Петрович Пушкин — советский хозяйственный и политический деятель.

## Биография
Родился в 1935 году на территории современной Тверской области. Член КПСС.
Окончил Днепропетровский институт инженеров железнодорожного транспорта, заочную Высшую партийную школу при ЦК КПСС.
В 1964—1972 гг. — работник аппарата Исакогорского райкома КПСС и Исакогорского районного комитета народного контроля.
В 1972—1974 гг. — заместитель, первый заместитель председателя Архангельского горисполкома.
В 1974—1977 гг. — второй секретарь Архангельского горкома КПСС.
В 1977—1985 гг. — председатель Архангельского горисполкома.
В 1985—1990 гг. — первый секретарь Архангельского горкома КПСС.
В 1990—1995 гг. — сотрудник Центрального НИИ механической обработки древесины.
Делегат XXVII съезда КПСС и XIX конференции КПСС.
Умер в 2018 году в Архангельске.

## Награды
- Орден Трудового Красного Знамени (1986)
- Орден Знак Почёта (1976)